# Owen Hargreaves
Owen Lee Hargreaves (Calgary, Canadà, 20 de gener del 1981), és un jugador de futbol anglès retirat. Hargreaves va ser 42 vegades internacional amb selecció de futbol d'Anglaterra d'ençà que debutés l'any 2001 i amb la qual ha estat convocat pel Mundial del 2002 i 2006 i les Eurocopes del 2004 i 2008.